# 佐丽察·久尔科维奇
佐丽察·久尔科维奇（1957年9月14日—），塞尔维亚女子篮球运动员。她曾代表南斯拉夫国家队参加1980年夏季奥林匹克运动会篮球比赛，获得一枚铜牌。